# Ісмаель Діоманде
Ісмае́ль Тьемоко́ Діоманде́ (фр. Ismaël Tiémoko Diomandé, нар. 28 серпня 1992, Абіджан) — івуарійський футболіст, півзахисник французького клубу «Кан» та національної збірної Кот-д'Івуару.

## Клубна кар'єра
У дорослому футболі дебютував 2010 року виступами за «Сент-Етьєн» 2, в якій провів один сезон. За другу команду клубу із Сент-Етьєна провів 15 матчів. 
З 2011 року почав залучатися до матчів головної команди «Сент-Етьєна». 
В січні 2016-го року був відправлений в оренду клубу «Кан». В червні 2016-го підписав з командою повноцінний трирічний контракт.

## Виступи за збірну
2014 року отримав свій перший виклик до національної збірної Кот-д'Івуару, втім дебютував в збірній тільки 4 червня 2016-го року в матчі проти збірної Габону

## Титули і досягнення
- Володар Кубка французької ліги (1):

«Сент-Етьєн»: 2012-13
Збірні
- Переможець Кубка африканських націй: 2015